# 喀羅尼亞戰役
喀羅尼亞戰役（Battle of Chaeronea），是發生於前338年維奧蒂亞境內喀羅尼亞附近，為馬其頓國王腓力二世稱霸希腊的決定性的戰役。腓力二世領導色萨利、伊庇魯斯、埃托利亞、北福基斯、羅克里斯聯軍，擊敗雅典和底比斯聯軍，馬其頓的大獲全勝確定了馬其頓在希臘的霸權序幕。此戰役由年僅18歲的亞歷山大擔任左翼指揮官。
腓力二世在前346年與飽受戰亂的希臘城邦締結和約，結束第三次神聖戰爭，也和與他爭奪北爱琴海霸權而交戰了10年的敵人雅典，簽署另一個和約。腓力二世廣大的王國、強盛的軍隊和富饒的資源，使他成為實際上的希臘霸主。對於較強盛的希臘城邦，如雅典等，他們在前346年後開始察覺腓力二世的野心與實力將是城邦獨立自主的一大威脅，而雅典的狄摩西尼也鼓吹反對腓力二世。前340年，雅典與一座正遭受到腓力二世圍攻的城邦結盟，讓腓力二世終於忍讓不住，宣布與阿提卡城邦交戰，腓力二世便在前339年夏季率領軍隊進入希臘，很快地許多希臘城邦組建了一個同盟來對抗，並以雅典和底比斯為首。
在數個月的對峙後，腓力二世最終進軍維奧蒂亞，企圖從此地進攻雅典和底比斯。而希臘聯軍在喀羅尼亞附近阻擋馬其頓軍，聯軍的兵力與馬其頓軍相差無幾且占據有利的位置。關於這場戰役詳細史料較缺乏，但可知此役經過長時間戰鬥後，馬其頓擊敗希臘盟軍左右兩翼，迫使他們潰敗而逃。
這場戰役被認為是古代世界最具決定性的戰役之一，此役之後雅典和底比斯的軍力遭到摧毀，也無法繼續抵抗，因此這場戰爭迅速結束。之後，強盛的腓力二世迫使希臘人接受他的協議，除了斯巴达外，所有希臘城邦都接受這個協議，成立了科林斯同盟。這個同盟由所有的希臘城邦參與，並由腓力二世成為和平的保證人。接下來，腓力二世被舉為希臘世界的統帥，準備在未來與波斯阿契美尼德帝國的戰爭中統領希臘人。然而，當腓力二世準備要展開入侵波斯的行動時遭到暗杀，整個馬其頓王國和與波斯戰爭的重任都留給了其子亞歷山大。

## 背景

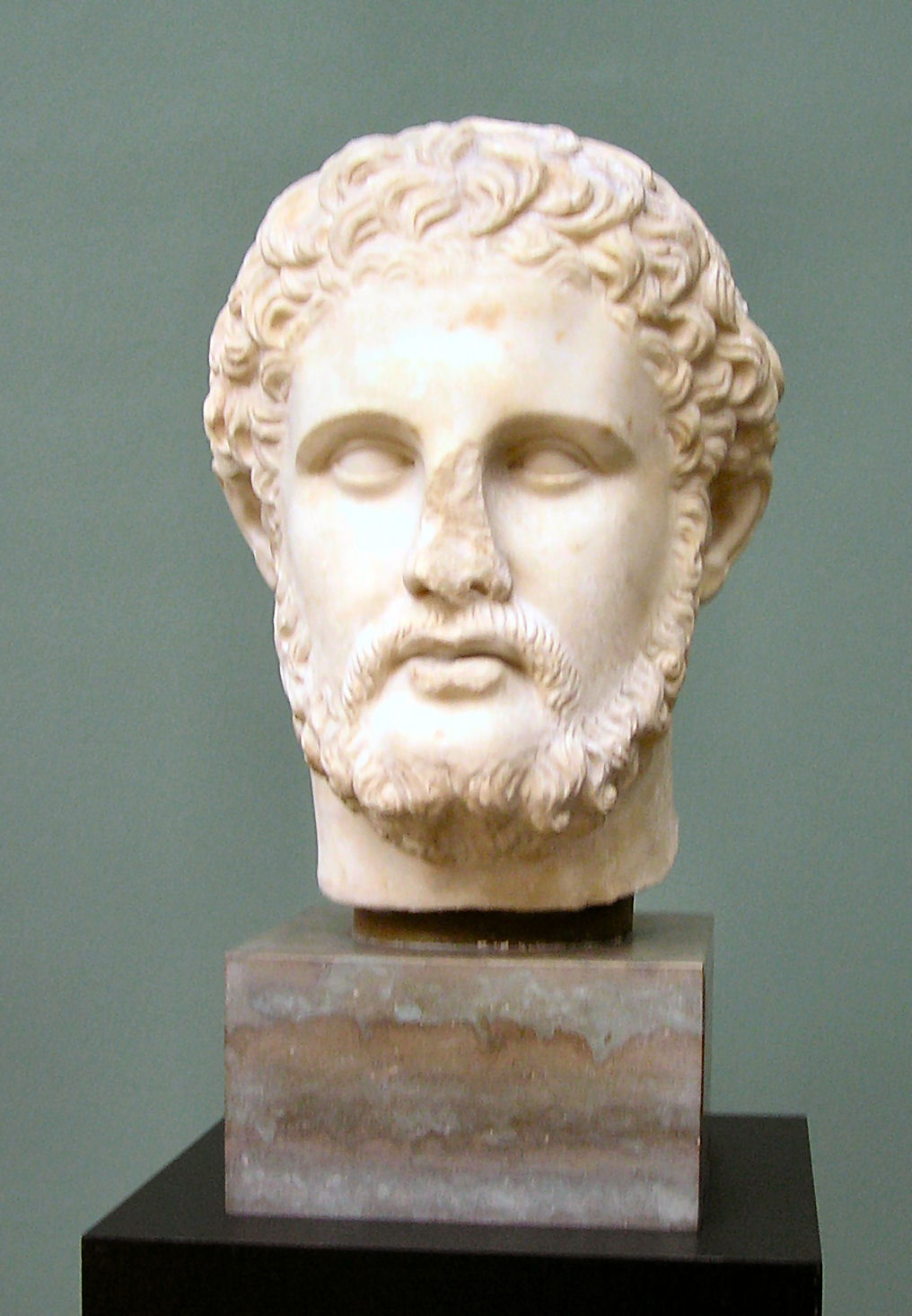
馬其頓腓力二世的肖像

腓力二世在前359年當上馬其頓國王，於接下十年內快速強化國力，以及往北愛琴海的哈爾基季基和色雷斯擴張疆土，而雅典和底比斯這兩個最強大的城邦此時因其他事件忙得焦頭爛額，無暇他顧，其中特別是雅典和昔日的盟友之間所爆發的同盟者戰爭（前357年–前355年），以及福基斯人和德爾斐近鄰同盟的成員在希臘中部所爆發的第三次神聖戰爭。也因為當時北愛琴海是雅典的勢力範圍，腓力二世在許多次擴張時都損害了雅典的力量，甚至腓力在之後的前356年到前346年還與雅典直接開戰。
腓力起初並不是第三次神聖戰爭的參戰國，但後來因色薩利人請求而參與其中，這也對一直尋求機會擴張勢力的腓力而言是大好機會，也答應了這個請求。腓力於前353年或前354年色薩利克羅庫斯平原戰役（Battle of Crocus Field）大破福基斯人，之後腓力便被色薩利同盟舉為最高統帥，即塔戈斯（Tagus），掌握了這個同盟的徵兵權和歲入，也大大提升馬其頓的力量。然而，腓力並沒有進一步干涉第三次神聖戰爭局勢，直到前346年前半，底比斯人因在這場戰爭首當其衝，於是與色薩利人一同請求腓力能領導整個希臘，並希望馬其頓能加入底比斯這方陣營與福基斯人作戰。由於腓力這時的力量已經相當強大，福基斯人甚至沒有想要抵抗而直接投降。讓腓力不用付出進一步代價就結束了這場血腥戰鬥。腓力二世還允許近鄰會議對福基斯人提出正式逞處，但希望條約內容不至太過嚴苛，然而福基斯人最後被逐出近鄰同盟，所有的城市遭到摧毀，並且重新居住於不超過50棟房子的村莊。

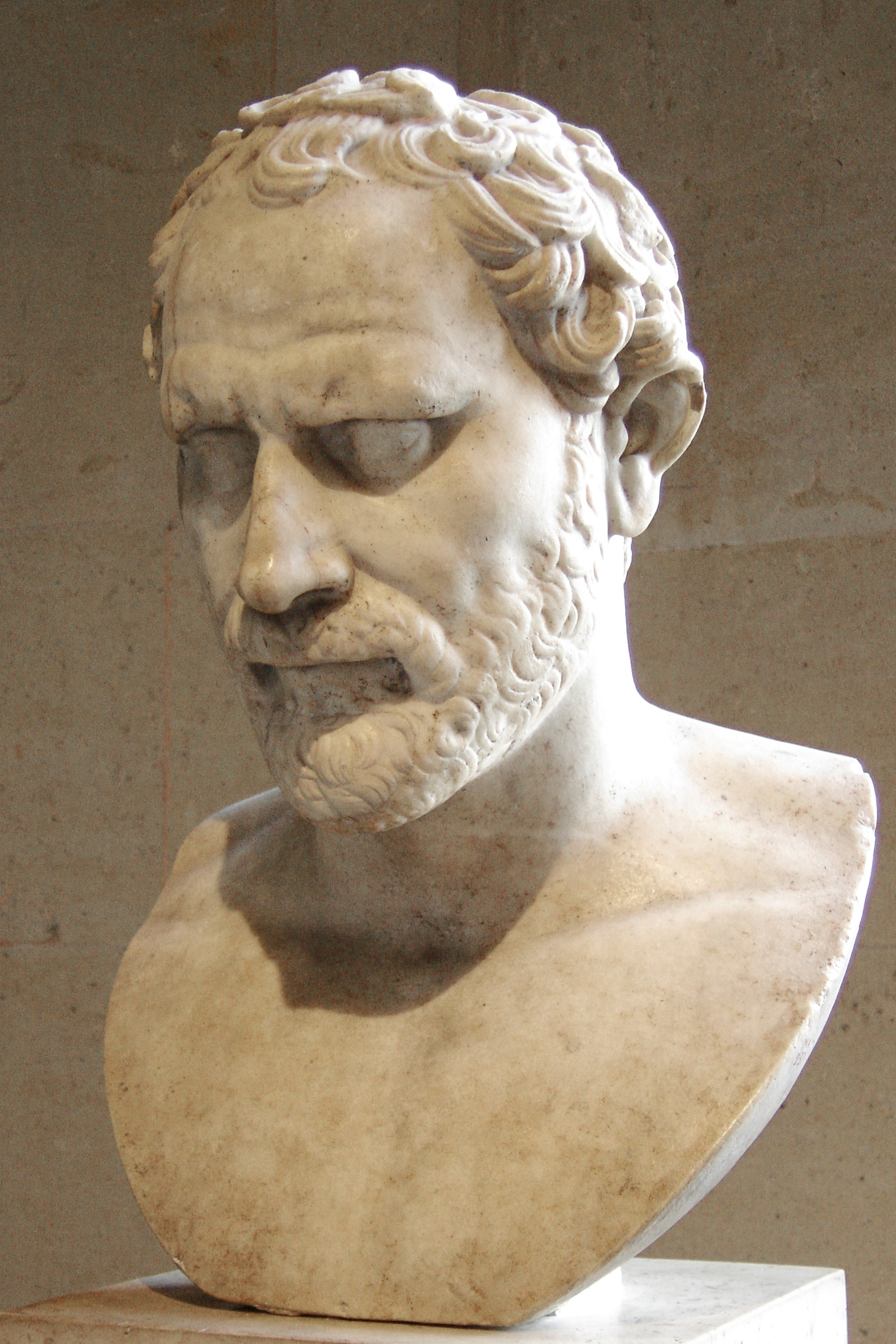
雅典政治家狄摩西尼的肖像

前346年同時，雅典人也因戰爭而相當疲乏，沒有能力去對抗腓力的軍力，於是雅典人開始思考是否需要與腓力談和。因為腓力可能會於同年朝希臘南部進軍，雅典為了想支援盟友福基斯人，打算透過占據溫泉關並利用當地險勢使腓力數量優勢的軍隊無法發揮，好讓福基斯人可以擋住腓力，也可以阻止馬其頓軍進入希臘中部。就像是腓力當年在克羅庫斯平原戰役大破福基斯人之時，雅典人就曾經成功利用這一招來防範馬其頓進一步對福基斯人攻擊，加上占據溫泉關也可以效防範腓力二世會對希臘中部和雅典進軍。然而先前大敗的福基斯已經逐漸恢復力量，福基斯將軍法萊科斯（Phalaikos）他在二月底時拒絕讓雅典軍取道進到溫泉關。雅典在猝然下無法確保自身安全，被迫與腓力二世談和，簽定了菲洛克拉底和約，迫使雅典與馬其頓結盟。
對雅典人而言這個和約內容儘管還算寬和，但相當不受到雅典人支持。腓力在前346年的行動大大擴展他在全希臘的影響力，縱使他最後帶來了和平，但仍被傳統嚮往自由的希臘城邦視為敵人。雅典的政治家和演辯家狄摩西尼雖然曾經是菲洛克拉底和約的主要參與人，但就在和約簽定不久後狄摩西尼也開始希望擺脫這個條約。在之後的數年內，狄摩西尼已經變成為雅典主戰派的領袖，並在任何時刻尋求可以撕毀條約的機會。從前343年以來，狄摩西尼和他的支持者為了試圖中斷條約，用每一次腓力的遠征和行動來表明腓力早已破壞和約。另一方面，雅典大部分群體起初以埃斯基涅斯為首，認為和平需要繼續維持和發展，但這一派觀點卻逐漸式微。在十年之後，雅典主戰派逐漸占了優勢，開始不斷與馬其頓產生摩擦。以前341年為例，雅典將軍在馬其頓的盟邦卡迪亞境內劫掠，雖然後來在腓力二世要求下停止了這種行為。然而當腓力二世正在圍攻拜占庭之時，雅典竟與拜占庭結盟，腓力二世對於雅典終於無法容忍，決定要與雅典開戰。之後很快地，腓力放棄對拜占庭圍城，轉攻北方的遊牧民族，學者Cawkwell認為這是因為腓力二世決定要與雅典徹底清算，先穩定自己的北疆，好利於日後要在希臘境內所爆發戰爭作準備。

## 序幕
腓力再度介入希臘的紛爭是跟另一場戰爭有關。這場戰爭起火點是奧佐利亞洛克里（Ozolian Locris）的阿姆菲薩公民耕種了德爾斐南部克里西亞（Crisaean）平原上的阿波羅聖地，在經過內部爭吵後近鄰同盟會議決定對阿姆菲薩宣戰，爆發第四次神聖戰爭。而後一個色薩利代表團建議腓力二世應該介入這場戰爭並成為近鄰同盟的領導人，這使得腓力二世進軍希臘有了藉口。無論這事是否屬實，或是腓力二世自導自演了代表團的請求，無論如何腓力二世都會想盡各種藉口進軍希臘。

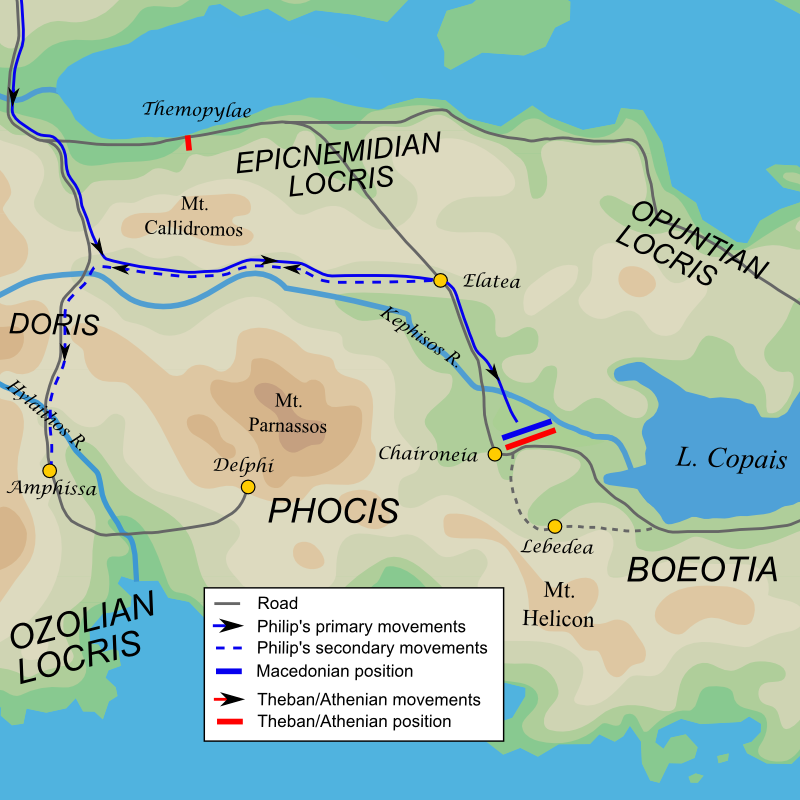
腓力在前339年到前338年間的行軍路線圖

在前339年戰爭爆發，底比斯人攻占溫泉關附近的城鎮尼西亞，但是原先腓力於前346年就駐紮了一支部隊在那。腓力二世對這種近乎宣戰的舉動雖然沒有表現出什麼反制行為，但底比斯人此舉卻給腓力二世帶來一個大麻煩，因為這封住了腓力進軍希臘中部的主要道路。幸好腓力還有另一條進入希臘中部的道路可以利用，這條通過卡爾利卓諾山肩（Kallidromo）進入福基斯的道路似乎被雅典和底比斯人所遺忘，或是雅典他們認為腓力二世不會走這條，因此他們並沒有派重兵防守。如此腓力沿著這條道路在毫無阻礙下進入希臘中部。先前腓力二世在前346年第三次神聖戰爭寬待福基斯人的作法開始產生有利的效果。當腓力抵達伊拉提亞（Elatea），他下令居民可以重新居住這個城市，在之後幾個月的時間整個福基斯聯盟再度重新建立起來，使腓力不僅在希臘有了一個基地外，還擁有一個對腓力相當感激的新盟友。
當腓力進軍至距雅典僅三天路程的伊拉提亞，這讓雅典陷入恐慌之中。而學者Cawkwell認為這是狄摩西尼最有聲望的時刻，這時狄摩西尼他不屈服於當時雅典絕望的氣氛並起身單獨對抗劣勢，他向雅典人提議應該要與底比斯同盟，而這個提議被雅典人所接受，並且由狄摩西尼擔任前往底比斯的大使。同樣的，腓力二世也派遣使者前往底比斯，並期望底比斯人能加入他這一方，或是至少讓他的軍隊可以安然通過波奧蒂亞。而此時底比斯還尚未與馬其頓正式開戰，他們因此是有機會可以避免與腓力戰爭。然而，儘管腓力的軍力迫近，底比斯人仍決定要與宿敵雅典結盟對抗馬其頓，來捍衛希臘城邦的自由。此時雅典已經把軍隊移動到波奧蒂亞，就在與底比斯同盟後不久，兩國合軍。
這段期間因為雅典、底比斯聯軍固守從赫利孔山（Mount Helicon）進入波奧蒂亞的道路，當時斯巴達在留克特拉戰役前用過此路，這使得腓力二世無法繼續進軍。腓力於是派遣軍隊快速向西行軍至卡爾利卓諾山，並南下奪取了阿姆菲薩並驅逐其公民，並把阿姆菲薩交給德爾斐，由近鄰同盟會議決定如何處置阿姆菲薩。同時腓力還設法用外交手段讓自己與希臘城邦之間的衝突不要再擴大，但手段沒有成功。馬其頓軍進駐阿姆菲薩此舉，使得雅典、底比斯聯軍退路有被切斷的可能，聯軍被迫往後撤到喀羅尼亞。此時腓力二世認為從阿姆菲薩到喀羅尼亞的道路不適合會戰，隨即快速回軍到卡爾利卓諾山，再火速向東通過伊拉提亞，轉南占領先前雅典、底比斯聯軍所固守的據點，這個軍事上的調度成功迫使雅典、底比斯聯軍放棄先前有利地勢。
關於喀羅尼亞戰役前夕的戰爭細節幾乎不可而知，腓力二世可能在前339年11月進入福基斯，但直到前338年8月的喀羅尼亞戰役前都沒爆發什麼重要戰役。而兩軍想必在大戰前應該有些小規模衝突，因狄摩西尼曾在演講中提到在冬天的戰鬥和在河邊的戰鬥，然而這些並沒有提供進一步細節。之後腓力成功迫使雅典、底比斯聯軍略後撤退後，在前338年8月，他繼續沿著主要道路向希臘城邦聯軍進擊，兩軍隨即在喀羅尼亞附近展開會戰。

## 雙方軍力
根據西西里的狄奧多羅斯，馬其頓軍隊數量大約有30,000名步兵和2,000名騎兵，這數字也被今日的學者們所接受。腓力二世率領馬其頓軍右翼，並讓他18歲的兒子亞歷山大（亞歷山大即位後征服了波斯帝國）率領左翼，腓力還派些有經驗的將領陪伴亞歷山大。

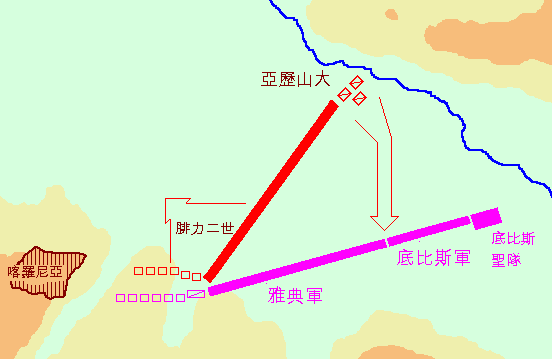
喀羅尼亞戰役兩軍部署

希臘城邦聯軍主要由雅典和底比斯組成，另外還有亞該亞、科林斯、哈爾基斯、埃皮達魯斯（Epidaurus）、墨伽拉和特洛伊真（Troezen）等城邦，其中雅典軍的將領為卡瑞斯（Chares of Athens）和呂西克列斯（Lysicles），底比斯軍將領為特阿根尼（Theagenes）。關於希臘城邦聯軍的軍力並沒有一份史料有準確記載，羅馬查士丁認為當時希臘方在士兵數量上佔有很大的優勢，而今日學者則認為希臘聯軍的數量應該跟馬其頓軍差不多。此戰雅典軍在聯軍的左翼，底比斯軍在右翼，其他城邦部隊則在中央。

## 戰術和地利
希臘聯軍所在的位置靠近喀羅尼亞，並且橫跨道路的兩側。在左方側翼，希臘軍陣列跨到堤里翁（Thurion）山麓，右翼緊鄰著凱菲索斯河（Kephisos）並靠近阿克提翁山（Mount Aktion）的支脈突出處，對希臘軍而言依靠有利地形使兩翼都相當安全。希臘軍陣列總長約四公里，其陣列方位似乎東北向傾斜橫跨整個平原，而沒有與馬其頓軍陣列進軍方向筆直，這可能是預防腓力二世集中一翼來對付希臘聯軍右翼，因為如果這麼做的話希臘左翼就可以威脅馬其頓軍右翼。儘管腓力可以集中他的部隊在左翼，但希臘右翼部隊佈署在高地，這讓馬其頓軍的攻擊也會相當困難。加上希臘聯軍本身主要目的就是要阻止馬其頓軍繼續前進，而秉持著防禦戰術，這些使得希臘在地利、戰術上都較有利。

## 戰鬥
有關這場戰役的記錄相當缺乏，西西里的狄奧多羅斯提供一個較可靠的簡略記載，他說「當兩軍接觸，戰鬥激烈展開且僵持好一段時間，雙方人馬都有許多傷亡，兩方也認為自己將會獲得這場勝利。」接著，狄奧多羅斯提到年輕的亞歷山大，「他的內心就像是要顯現出他的英勇給他父親看一般」，在他的夥友幫助下，率領部隊撕破希臘右翼的陣列，迫使他們逃遁。同時，腓力也親自率軍擊敗希臘軍左翼，也讓敵人敗逃。

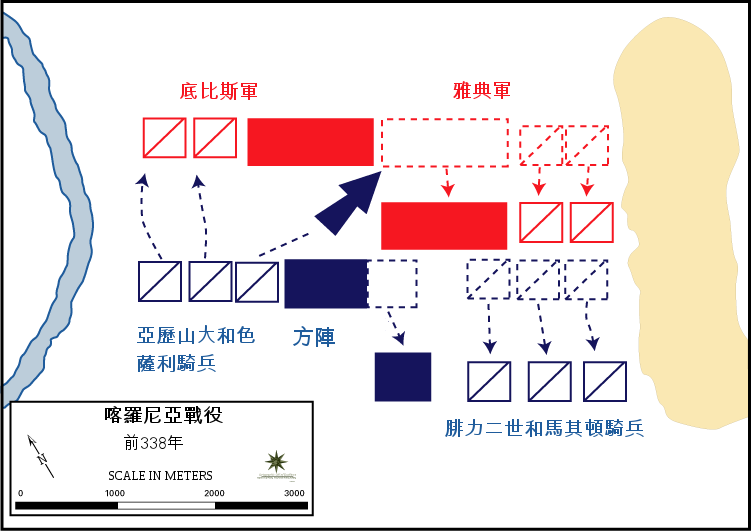
喀羅尼亞戰役簡圖

如果波利艾努斯（Polyaenus）關於這場戰役的記載是可信的，那就可以補充狄奧多羅斯的簡略版本了。波利艾努斯在他的著作《戰爭中的詭計》收錄了許多戰役的資料，其中一些內容經過比對其他史料後，確認是可信的，但有還有一些內容可說是錯的。然而在沒有其他證據下，也無法確認波利艾努斯所說的喀羅尼亞戰役細節是否正確。波利艾努斯認為腓力二世當時與希臘軍左翼接戰後，便把部隊往後撤，希臘聯軍左翼的雅典軍緊接著追擊，當腓力二世把部隊撤到一處高地後開始反擊雅典軍，最後把他們擊敗。在另外一段中，波利艾努斯說腓力二世有意把戰鬥時間拖長，因為雅典軍士兵的體能和經驗都不足，反觀腓力二世的士兵身經百戰，他們保持體力應付戰鬥，直到雅典士兵精疲力盡後腓力才讓他們發動全面猛攻。而比波利艾努斯早些時代的弗朗提努斯（Sextus Julius Frontinus），在他的《謀略》（strategems）中也描述腓力利用雅典軍體力耗盡一事。
波利艾努斯的記載讓現代一些歷史學家試圖還原當時的戰役情境，當馬其頓軍右翼與希臘左翼交戰一段時間後，腓力把他的部隊做一個大規模調度，他以中央為樞紐，把右翼往後撤退，誘使敵方左翼雅典軍追擊。同時命左翼前去與敵軍右翼迎戰，抵擋住敵軍前進，這結果讓希臘聯軍中央部分產生鬆動，這是因為希臘左翼前去追擊馬其頓右翼，使陣列拉長，陣行也變得較混亂，加上自軍右翼被阻擋而無法跟上，這個缺口使雅典軍的右側翼曝露出來。腓力立即命自軍右翼回頭反擊，讓經驗不足的雅典軍遭到擊敗，並迫使他們潰退。而聯軍右翼的底比斯軍則遭到統領馬其頓左翼的亞歷山大突擊下，也跟著被擊敗，結束這場戰役。然而還有一些戰史家認為，是腓力一開始就故意使用斜行陣列，當腓力撤退雅典追擊時，是底比斯軍因為不清楚腓力意圖，才按兵不動，因此產生這個缺口，並讓亞歷山大利用這個缺口，在夾擊下擊破雅典軍。
另外，普魯塔克說亞歷山大是第一個擊破精銳底比斯聖隊的將領，這支部隊佈署於聯軍方陣最右邊的位置，在希臘傳統上這位置都是給最精銳的部隊。但普魯塔克也提到底比斯聖隊與馬其頓方陣用長槍對決，這代表亞歷山大當時不可能用騎兵正面朝底比斯聖隊衝鋒，很可能當時亞歷山大率領左翼騎兵，這支騎兵很可能是色薩利騎兵，他率領騎兵繞過或是利用雅典軍和底比斯軍中間的缺口，繞到底比斯聖隊後方發起衝鋒來消滅他們。不然，就是如學者Gaebel和其他學者所建議的，亞歷山大在這場戰役中率領一部份的步兵方陣作戰。
根據狄奧多羅斯記載，有超過1,000名雅典人戰死，2,000名被俘，底比斯的損傷大至上與雅典軍相差不多。而普魯塔克還說底比斯聖隊全員300名戰士都在這場戰役陣亡，他們在這場戰役前未吃過一場敗戰。在羅馬時代之時，在戰場附近有一尊獅子雕像，這座雕像被認為是腓力紀念底比斯聖隊視死如歸的勇氣而設立的。到了現代，在紀念碑遺址下挖掘出254具士兵的遺骸，証明這裡的確是為底比斯聖隊的墳墓。

## 戰後
學者Cawkwell認為這場戰役是古代戰史中最決定性的戰役之一，此役後希臘城邦再也沒有軍隊可以阻止腓力前進，很快便決定這場戰爭結果。在雅典和科林斯，記錄顯示當時人們有意修復城牆，來因應可能來到的攻城戰。然而，腓力二世並沒有有意圍攻任何城市，也沒有想要完全征服希臘城邦，他只是想要希臘人能在他遠征波斯時做他的盟友，並確保那時希臘人不會在他遠征敵境時，在後方做亂。此戰後，腓力接著朝底比斯進軍，底比斯隨後向他投降。腓力把底比斯反馬其頓的領導人驅除出境，還喚回哪些被驅除的親馬其頓底比斯人回來，他還在底比斯的衛城駐紮一支部隊。除此之外，他還讓波奧蒂亞的塞斯比阿（Thespiae）和普拉蒂亞（Thespiae）重建，這些城市在過去的戰爭中被底比斯人摧毀。大致上腓力對底比斯人相當嚴厲，他還要底比斯花錢贖回戰俘，甚至不願意主動埋葬戰死的底比斯士兵。但腓力並沒有解散波奧蒂亞邦聯。

建立科林斯同盟以後的希臘世界，前336年

相反地，腓力對待雅典非常寬容，儘管解散雅典邦聯，但雅典人仍可以保留他們在薩摩斯島的領地，還無條件釋放戰俘。對此腓力的動機不是很清楚，但其中一個可能原因是他希望能在與波斯作戰時利用雅典的海軍，畢竟馬其頓並沒有強大的海軍，因此他需要一個友善的條約來攏絡雅典人。腓力也與其他交戰城邦締結和約，在科林斯和哈爾基斯兩地因為戰略位置重要，腓力在此都駐紮部隊。接著，腓力轉身處理斯巴達問題，雖然斯巴達未在這場戰爭參戰，但似乎斯巴達藉著其他城邦衰弱之際，攻擊伯羅奔尼撒上附近的城邦。斯巴達人拒絕與腓力討論有關議題，因此腓力劫掠拉凱戴莫尼亞（Lacedaemonia）周遭，但他沒有攻擊斯巴達本城。
腓力似乎此役後一個月都在希臘四處各地移動，他在那些地方與其他交戰城邦締約，處理斯巴達問題，建立駐軍。他的行為很可能也向希臘城邦展示他強大的武力，讓他們不敢向自己挑戰。在前337年中，他似乎駐紮在科林斯附近，並準備建立一個包含所有希臘城邦的聯盟，他有意透過這個聯盟保證希臘的和平，並且提供他軍事協助來對抗波斯帝國。結果，腓力二世在前337年後半被成立了科林斯同盟，除了斯巴達以外，所有的希臘城邦都加入這個聯盟之中。同盟的主要條文中，所有的成員彼此間和馬其頓都是盟友，成員中被保證免受攻擊的自由、航海自由、免受干涉的自由，而馬其頓部隊以「和平守護者」的名義駐紮希臘。在腓力的旨意下，若與波斯開戰後，全同盟將會舉腓力二世為全希臘統帥，率領希臘人作戰。
在前336年初期，一支馬其頓先頭部隊送往小亞細亞，準備開戰事宜，腓力預定他會在那年年尾率大軍展開遠征。然而，在他尚未離開希臘之時，腓力被他一個護衛刺殺身亡，其子亞歷山大大帝繼承馬其頓王位，並接替他遠征的計畫，在前334年到前323年間亞歷山大征服整個波斯帝國。

## 參看條目
- 科林斯同盟
- 亞歷山大大帝

### 古代文獻
- 西西里的狄奧多羅斯 – 《歷史叢書》
- 塞克斯圖斯·尤利烏斯·弗朗提努斯 – 《謀略》（strategems）
- 保薩尼亞斯 – 《希臘志》
- 普魯塔克 – 《希臘羅馬英豪列傳》
- 波利艾努斯 – 《戰爭中的詭計》（Stratagems in War）

### 現代文獻
- Buckler, John. . Brill Archive. 1989. ISBN 9004090959.
- Buckley, Terry. . Routledge. 1996. ISBN 0415099579.
- Cawkwell, George. . Faber & Faber. 1978. ISBN 0571109586.
- Davis, Paul. . Oxford University Press. 1999. ISBN 0195143663.
- Gaebel, Robert. . University of Oklahoma Press. 2004. ISBN 0806134445.
- 《地中海的秩序》，華東師範大學出版社，ISBN 978-7-5617-5113-8

## 外部連結
- Livius Picture Archive: the battle of Chaeronea (338 BC)（页面存档备份，存于）